# Begærets dunkle mål
Begærets dunkle mål er en fransk-spansk film fra 1977 instrueret af Luis Buñuel.

## Handling
Filmen foregår på en togrejse hvor den aldrende Mathieu Fabert fortæller sine medpassagerer om sin erotiske besættelse af tjenestepigen Conchita, der insisterer på at vedblive med at være jomfru og mener, at giver hun efter, vil han ikke elske hende mere.

## Medvirkende
- Fernando Rey som Mathieu
- Carole Bouquet som Conchita
- Ángela Molina som Conchita
- André Weber som Valet
- Ellen Bahl som Manolita
- Piéral som Psykolog
- Julien Bertheau som Dommer